# Izba Starszych
Izba Starszych (Meszrano Dżirga) – wyższa izba afgańskiego parlamentu, Zgromadzenia Narodowego. Składa się ze 102 członków, podzielonych na trzy 34-osobowe grupy. Pierwsza grupa wybierana jest przez władze poszczególnych prowincji (po jednym deputowanym z każdej). W skład drugiej wchodzą deputowani wybierani wspólnie przez władze wszystkich okręgów, na które dzieli się każda z prowincji (tutaj również w każdej prowincji wybierana jest 1 osoba). Pozostałe 34 miejsca obsadza prezydent, przy czym obowiązany jest co najmniej połowę z nich powierzyć kobietom. Dwa miejsca z puli prezydenckiej są z kolei zarezerwowane dla osób niepełnosprawnych, a dwa kolejne dla przedstawicieli ludności koczowniczej.
Podczas wyborów parlamentarnych w 2005, wbrew wcześniejszym planom, ze względów bezpieczeństwa nie przeprowadzono równocześnie wyborów do władz okręgów. Dlatego miejsca przypisane ich przedstawicielom zostały tymczasowo obsadzone przez rady prowincji, które oprócz dokonania wyboru członków Izby ze swojej puli, dodatkowo wydelegowały po jednej osobie ze swojego grona jako przedstawiciela okręgów danej prowincji.
Zgodnie z afgańską konstytucją, Izba Starszych posiada uprawnienia przede wszystkim doradcze, zaś jej wpływ na proces legislacyjny jest zdecydowanie mniejszy niż izby niższej parlamentu – Izby Ludowej.